# Los Angeles
Los Angeles, officieel de City of Los Angeles en veelal afgekort tot L.A., is een grote en uitgestrekte stad aan de westkust van de Verenigde Staten. Het is de grootste stad in de staat Californië en de op een na grootste van de Verenigde Staten. Volgens de volkstelling van 2020 woonden er 3.898.841 mensen binnen de stadsgrenzen. Los Angeles is het middelpunt van de Greater Los Angeles Area, een grootstedelijk gebied in Zuid-Californië dat in 2023 ruim 18 miljoen inwoners telde. Daarnaast is Los Angeles de hoofdplaats van Los Angeles County, de meest bevolkte en etnisch meest diverse county van Californië.
De stad werd op 4 september 1781 gesticht door de Spaanse gouverneur van Las Californias, Felipe de Neve (1724-1784). In 1821 werd de nederzetting onderdeel van Mexico en 27 jaar later kwam de stad, na de Mexicaans-Amerikaanse Oorlog en de Vrede van Guadalupe Hidalgo, in Amerikaanse handen. Los Angeles werd als stad geïncorporeerd op 4 april 1850, vijf maanden voordat Californië als staat toegelaten werd tot de Unie. Door de komst van transcontinentale spoorwegen en de ontdekking van olie groeide de stad snel.
Los Angeles geldt als een wereldstad met een grote haven en drukke luchthaven. Los Angeles, en meer bepaald Hollywood, vormen het centrum van de Amerikaanse en bij uitbreiding westerse film- en televisie-industrie. Veel van de bezienswaardigheden van de stad, zoals het Getty Center, Hollywood Boulevard, TCL Chinese Theatre en de Walt Disney Concert Hall, hebben te maken met de entertainmentsector. Daarnaast staat Los Angeles sterk als productiecentrum van onder andere luchtvaarttechnologie.

## Geschiedenis
Het gebied waar nu Los Angeles ligt, werd oorspronkelijk bewoond door de Tongva- (of Gabrieleños) en de Chumash-volkeren. De eerste Europeanen arriveerden in 1542 onder leiding van Juan Rodríguez Cabrillo, een Portugees die het gebied opeiste als de Stad van God voor het Spaanse keizerrijk. Hij zette zijn reis voort zonder verder iets met het gebied te doen. Pas 227 jaar later kwam het volgende contact, toen Gaspar de Portolá met de missionaris Juan Crespí op 2 augustus 1769 deze regio bereikte. Crespí schreef dat dit gebied een grote nederzetting kon worden.

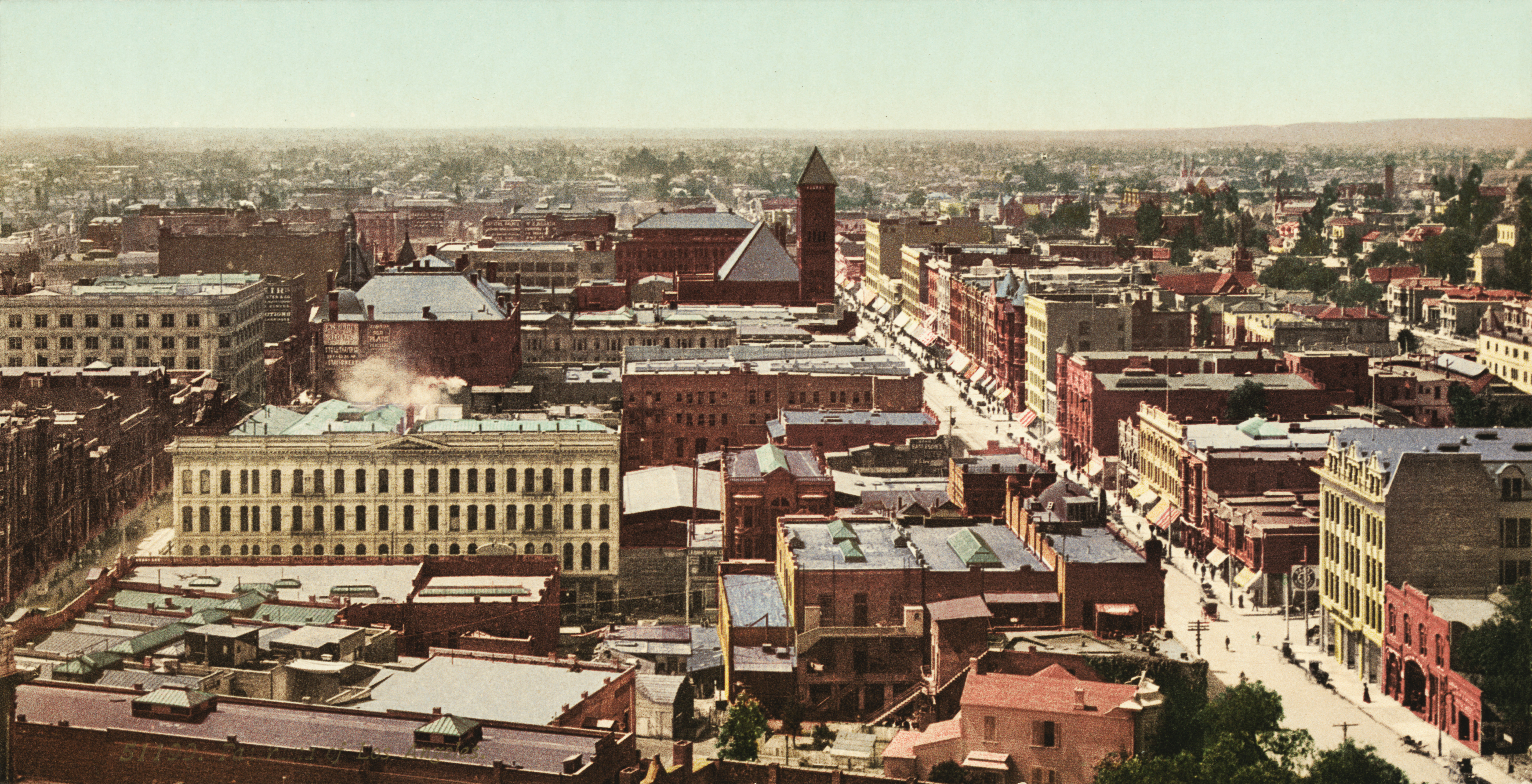
Los Angeles tussen 1890 en 1905

In 1771 bouwde de Spaanse franciscaner monnik Junípero Serra de Misión San Gabriel Arcángel bij de San Gabriel Valley. In 1777 werd de nieuwe gouverneur van Californië, Felipe de Neve, door Antonio María de Bucareli y Ursúa, onderkoning van Spanje, geadviseerd om van het gebied dat door Juan Crespí beschreven was, een dorp te maken. Het dorp werd op 4 september 1781 officieel gesticht, door een groep van vierenveertig stichters, bekend als “Los negradores”. Het kreeg de naam El Pueblo de Nuestra Señora la Reina de los Ángeles del Río de Porciúncula ("Het Dorp van Onze Vrouwe de Koningin der Engelen van de Rivier van Porciúncula"). De stichters kwamen uit Spanje. Driekwart van hen waren mulat of mesties en hadden een Afrikaanse of Indiaanse achtergrond.
Tijdens de Tweede Wereldoorlog ontstond er in de nacht van 24 op 25 februari 1942 grote paniek in Los Angeles, toen er geruchten gingen dat Japanse vliegtuigen de stad aanvielen. Het bleek vals alarm, maar de gebeurtenissen werden later aangehaald als de Slag om Los Angeles.

## Klimaat
Het klimaat is mediterraan: hete droge zomers (april tot oktober) met temperaturen tot 35 °C en zachte winters (november tot maart) met maxima rond 15 °C.
| Maand                  | jan | feb | mrt | apr | mei | jun | jul | aug | sep | okt | nov | dec | Jaar |
| ---------------------- | --- | --- | --- | --- | --- | --- | --- | --- | --- | --- | --- | --- | ---- |
| Gemiddeld maximum (°C) | 20  | 20  | 21  | 22  | 24  | 26  | 29  | 30  | 29  | 26  | 22  | 20  | 24,1 |
| Gemiddeld minimum (°C) | 8   | 9   | 10  | 11  | 13  | 15  | 17  | 18  | 17  | 15  | 11  | 8   | 12,7 |
| Bron: Klimaatinfo      |     |     |     |     |     |     |     |     |     |     |     |     |      |

## Bevolking

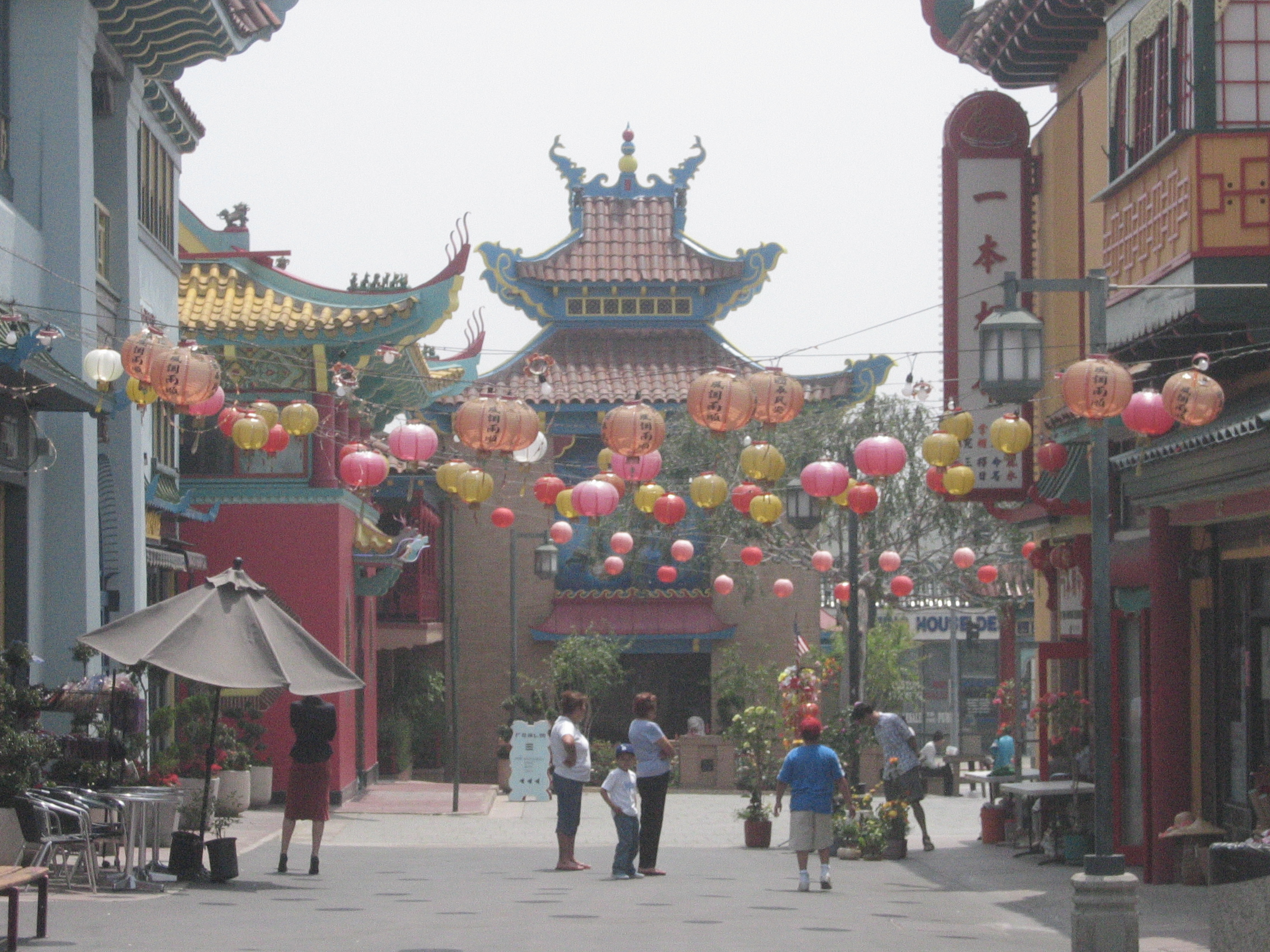
De Chinatown van Los Angeles

Los Angeles is de grootste stad van de staat Californië en het is de op een na grootste stad van de Verenigde Staten; alleen New York is groter. De stad telt per 2022 circa 3,8 miljoen inwoners, de agglomeratie van Los Angeles telt circa 18 miljoen inwoners. 
In 2022 was 48,1% van de bevolking Hispanic of Latino. Zij komen vooral uit Mexico en Cuba. 28,1% van de bevolking is wit (zijnde niet Hispanic of Latino). Onder hen zijn ook veel gepensioneerde mensen uit de noordelijke staten van Amerika. 11,8% van de bevolking is van Aziatische afkomst. Dit zijn vooral mensen uit Korea, hetgeen tot 'Koreatown' geleid heeft. Ook China, Japan, Vietnam en Laos zijn goed vertegenwoordigd. 8,6% van de bevolking is Afro-Amerikaan. 12,7% van de bevolking is van gemengde afkomst.
Per 2022 is 13,4% van de bevolking is ouder dan 65 jaar. 16,6% van de bevolking leeft onder de armoedegrens. In 2022 was 4,2% van de bevolking werkloos.

### Godsdienst
Doordat Los Angeles een samensmelting van culturen is, zijn aanhangers van alle wereldreligies in deze stad te vinden.
De stad herbergt de op een na grootste joodse gemeenschap van Amerika (na New York). Los Angeles heeft een eigen rooms-katholieke aartsbisschop, en is het grootste aartsdiocees van het land. Kardinaal Roger Mahony is Los Angeles' aartsbisschop.
Er is een grote gemeenschap mormonen in Los Angeles: hun op twee na grootste tempel is in deze stad gevestigd.
Los Angeles kan de bakermat worden genoemd van het moderne christelijke fundamentalisme. Tussen 1908 en 1959 was het Bible Institute of Los Angeles (B.I.O.L.A.) in Los Angeles gevestigd. BIOLA publiceerde in 1913 het boek The Fundamentals, de uiterst conservatieve interpretatie van de Bijbel die het fundamentalisme zijn naam zou geven. Diverse fundamentalistische groeperingen en televisie-dominees hebben hun thuisbasis in Los Angeles. Ook de fundamentalistische cartoonist Jack Chick is geboren en getogen in Los Angeles.
De Grieks-Orthodoxe Kerk heeft hier haar Sint-Sofiakathedraal.
Aziatische immigranten brachten het boeddhisme naar Los Angeles; de stad kent meer dan 300 boeddhistische tempels en is hiermee een van de grootste boeddhistische centra ter wereld. Diverse goeroes, alternatieve religies en sekten vinden een thuisbasis in Los Angeles, waaronder de Theosofie, het Kabbala, de beweging van Maharishi Mahesh Yogi en de Scientology-kerk.

## Cultuur

### Architectuur

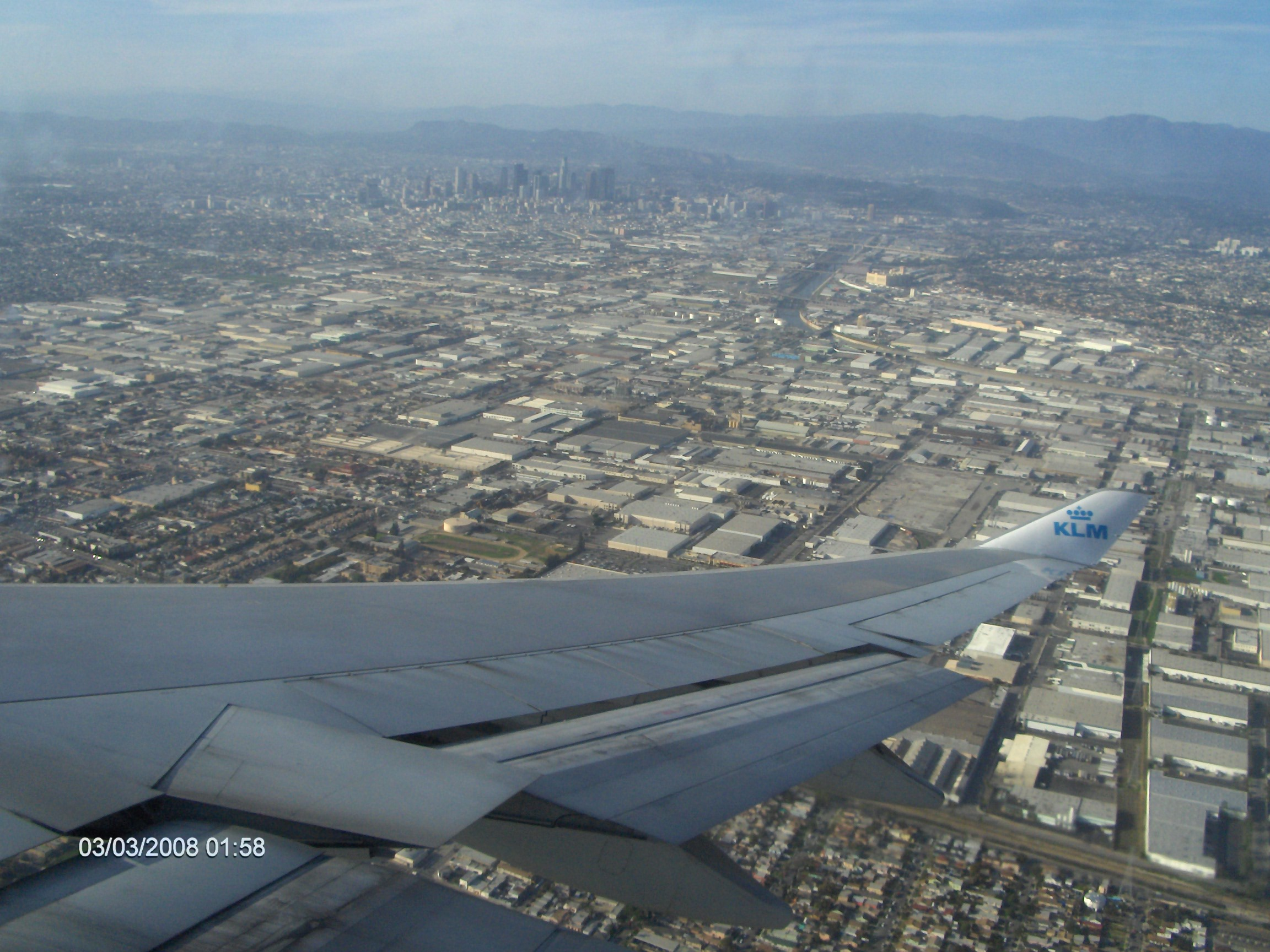
Los Angeles vanuit de lucht, met in de verte Downtown LA. Relatief weinig hoogbouw in deze uitgestrekte metropool

Het is aan Los Angeles vooral de uitgestrektheid van de metropool die opvalt. Hoewel het centrum relatief veel hoogbouw kent, is Los Angeles voornamelijk een laagbouwstad. Stevenson Ranch is een goed voorbeeld van zo'n 'family-oriented neighbourhood'. Bekende gebouwen zijn de 310 meter hoge U.S. Bank Tower, het apart vormgegeven Westin Bonaventure Hotel en de moderne Walt Disney Concert Hall. Deze gebouwen laten de diverse architectuur van Los Angeles zien, van modern tot klassiek tot landelijk.
Ook de meer verborgen architectuur, de residentiële bouwkunst, kent een rijke geschiedenis in Los Angeles en omgeving. Vooral de Modernistische en postmodernistische architectuur hebben voet aan wal gevonden in de stad, en werden vertegenwoordigd door heel wat grote namen in de naoorlogse architectuurscene. Personen als Richard Neutra, Frank Lloyd Wright, Rudolph Schindler, Pierre Koenig en John Lautner hebben Los Angeles gemaakt tot een van 's werelds grootste en belangrijkste architectuursteden. Ook figuren als de gebroeders Greene & Greene droegen hiertoe bij door - voornamelijk in de nabijgelegen stad Pasadena (Californië) - hun vakmanschap in de arts-and-craftsbeweging tentoon te spreiden.
Enkele voorname residentiële bouwwerken in Los Angeles:
- Bailey House (1948), Richard Neutra
- Schindler House (1922), Rudolph Schindler
- Hollyhock House (Barnsdall Art Park) (1925), Richard Neutra, Frank Lloyd Wright, Rudolph Schindler
- Lovell House (1929), Richard Neutra
- Ennis House (1924), Frank Lloyd Wright
- Howe House (1925), Rudolph Schindler
- Chemosphere (1960), John Lautner
- Sheats Residence (1963), John Lautner

### Bezienswaardigheden

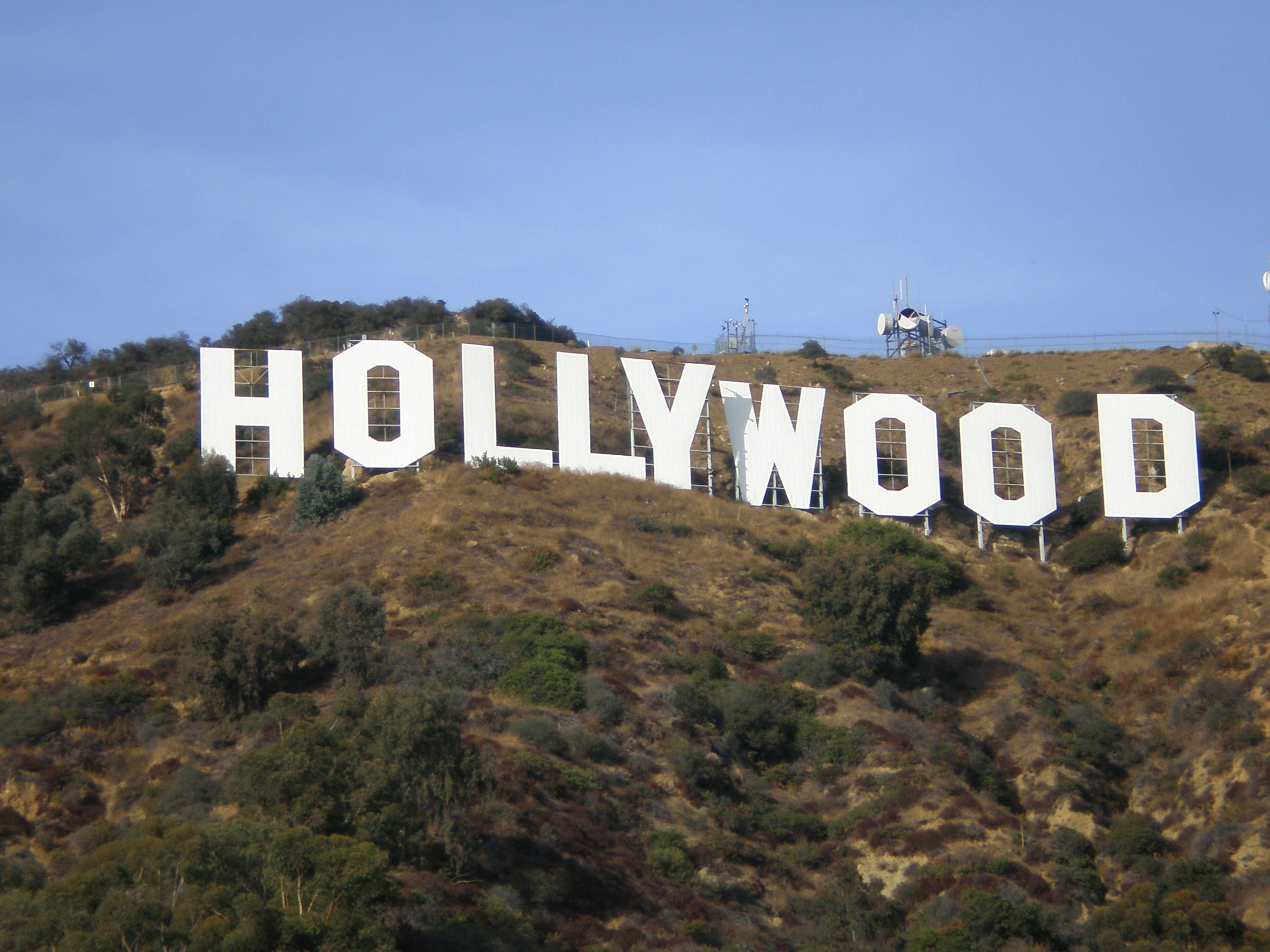
Het Hollywood Sign

Er is veel filmindustrie: Beverly Hills, Hollywood met zijn Hollywood Walk of Fame en TCL Chinese Theatre. De echte media-industrie is echter verspreid over vier districten aangrenzend aan Los Angeles: Burbank (NBC, Warner Bros., Disney), Century City (20th Century Fox, MGM), Universal City (Universal Studios, NBC Universal) en Culver City (Sony Pictures Entertainment).
Ook de stranden van Santa Monica, Malibu, Venice en Huntington Beach, zijn populair.
Het oorspronkelijke Disneyland ligt in Anaheim, ten zuiden van Los Angeles.
Ten noorden van het centrum van Los Angeles ligt het Griffith Park. Hier is onder andere het Gene Autry Western Heritage Museum te vinden, een museum over het leven in het westen van de Verenigde Staten. Het is een samenvoeging van het Southwest Museum of the American Indian, het Museum of the American West en het Women of the West Museum.

### Musea

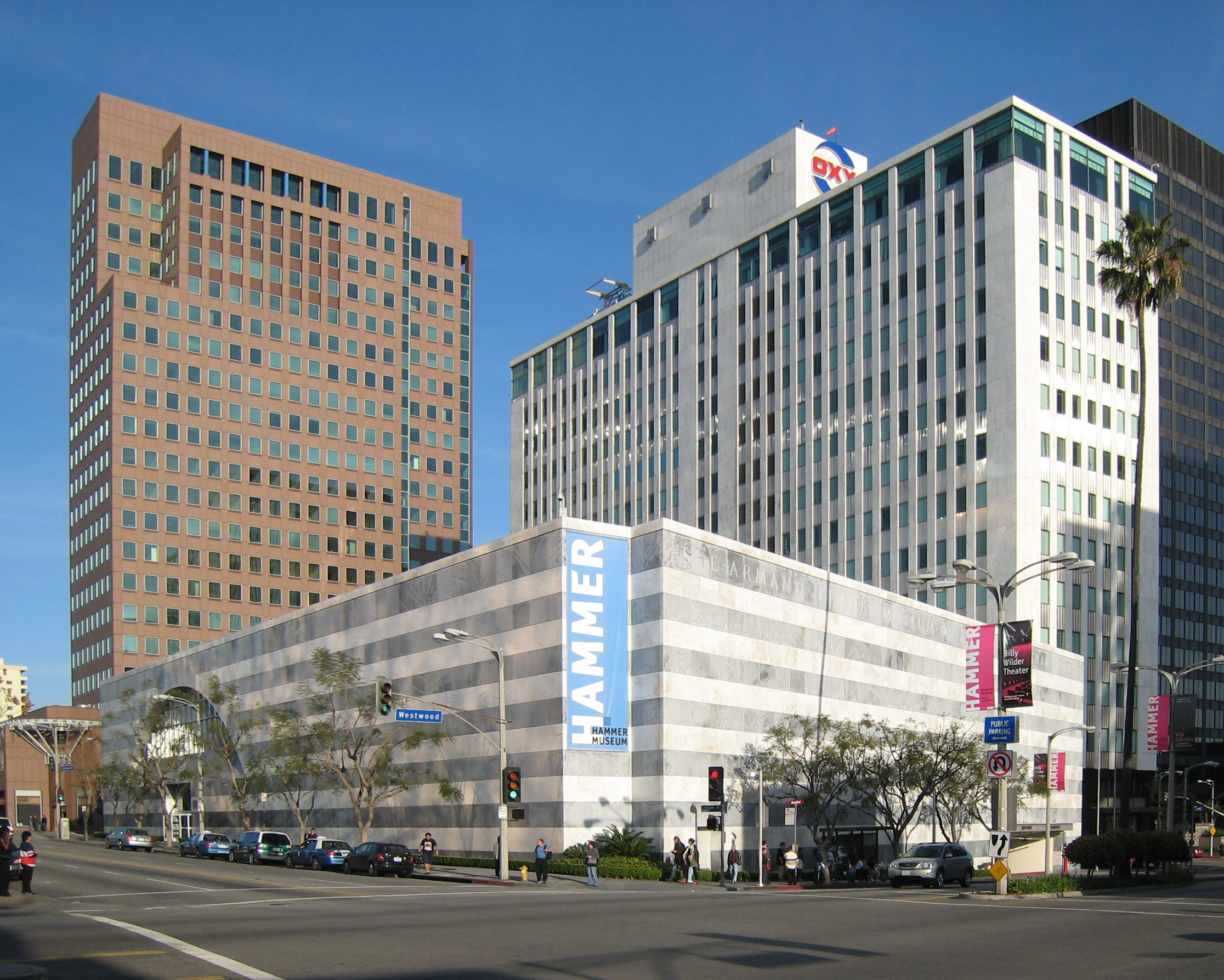
Het Hammer Museum

Los Angeles County telt 842 musea. Hieronder een aantal grote en belangrijke musea, waaronder veel kunstmusea.
Het Los Angeles County Museum of Art is gesticht in 1910 en heeft een collectie van meer dan 100.000 kunstwerken. Een ander belangrijk kunstmuseum is het Hammer Museum, dat onder meer impressionistische en postimpressionistische kunst en werk van Rembrandt en Titiaan in zijn collectie heeft. Het Museum of Contemporary Art is gericht op hedendaagse kunst. Verder zijn het Getty Center, het Craft and Folk Art Museum en het California African American Museum noemenswaardig. Als muzikaal centrum herbergt het verder nog een van de Grammy Musea, namelijk het Grammy Museum at L.A. Live.
Een van de bekendste Amerikaanse beeldenparken is de Franklin D. Murphy Sculpture Garden op de campus van de UCLA.

### Sport
Los Angeles heeft twee keer de Olympische Zomerspelen in huis gehad: die van 1932 en die van 1984. Het zal ook de zomerspelen van 2028 organiseren.
Los Angeles was met het stadion Rose Bowl speelstad bij het WK voetbal in 1994. Zo werd er de door Brazilië na strafschoppen gewonnen finale tegen Italië gespeeld. 
Los Angeles huisvest ook de in de NBA spelende basketbalteams LA Lakers en LA Clippers, evenals het ijshockeyteam LA Kings uit de NHL. Al deze teams hebben de in Los Angeles gelegen Crypto.com Arena als thuisbasis. Ook de in de MLB spelende honkbalclubs LA Dodgers en Anaheim Angels, voetbalclubs LA Galaxy en Los Angeles FC en American footballclub LA Rams en LA Chargers komen uit Los Angeles.

## Bestuur

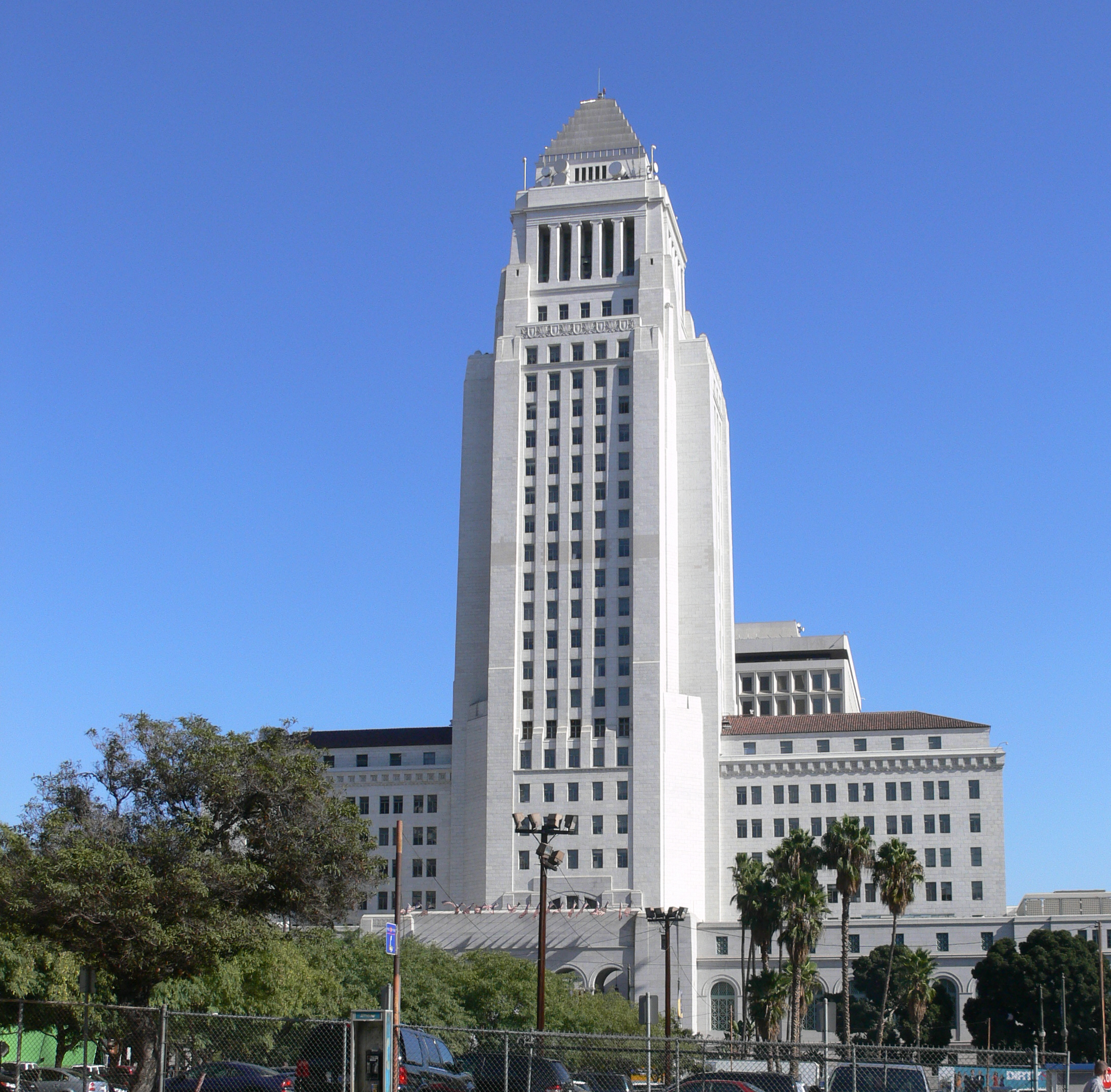
Het stadhuis van Los Angeles

### Overheid
De huidige burgemeester, sinds 12 december 2022, is de Democraat Karen Bass.
Daarnaast worden diverse overheidsfunctionarissen direct gekozen, zoals de procureur-generaal (city attorney) en de zogenaamde city controller, die de uitgaven van de gemeente controleert en functioneert als een gemeentelijke ombudsman.

### Bestuurlijke indeling
Los Angeles is opgedeeld in vijftien city council districts. Uit ieder district wordt een vertegenwoordiger gekozen voor vier jaar; samen vormen zij de gemeenteraad. In 1889 werd dit systeem ingevoerd, toentertijd met negen districtsleden. In 1925 werden er zes districten bijgevoegd.

## Onderwijs
Los Angeles kent een aantal goede universiteiten. De bekendste hiervan is UCLA, de campus van de Universiteit van Californië in Los Angeles. Andere universiteiten zijn onder meer de University of Southern California, California State University, Loyola Marymount University, Caltech en Pepperdine University.

## Verkeer en vervoer

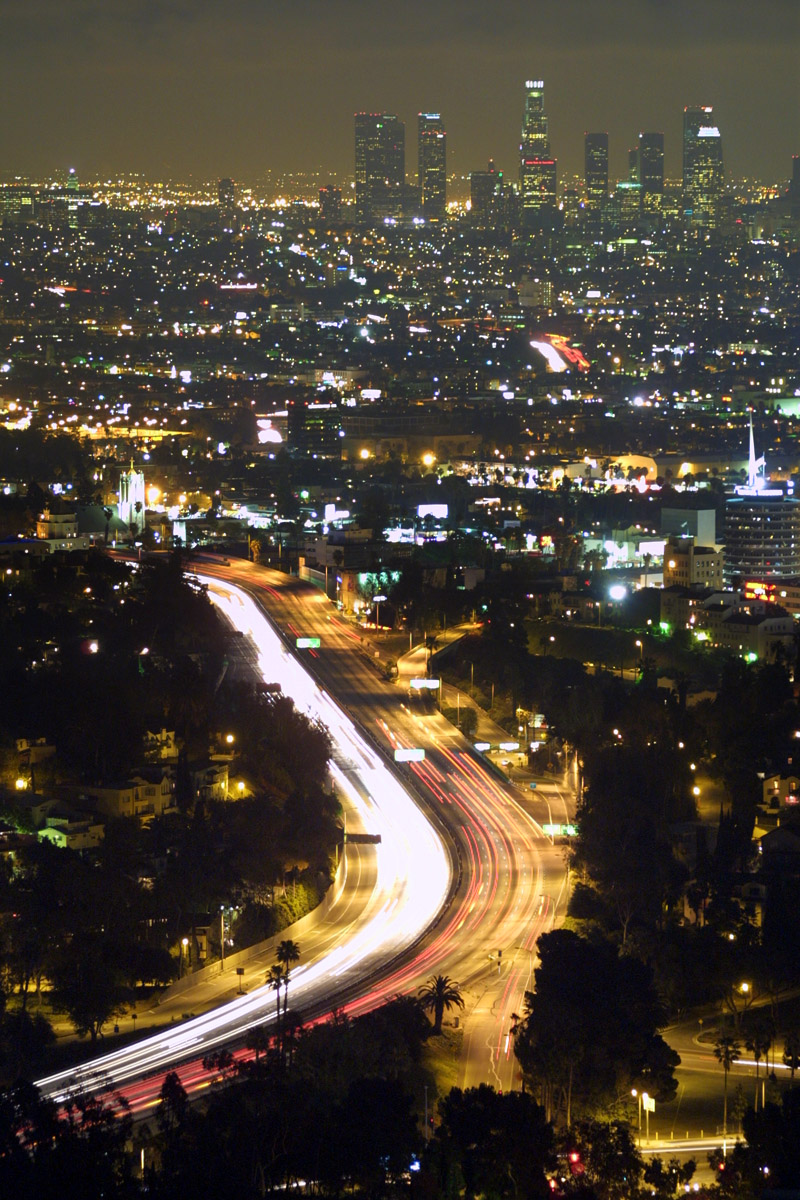
Nachtelijk uitzicht over Los Angeles

### Wegvervoer
De regio Los Angeles heeft een van de grootste stelsels van snelwegen in de wereld. In Californië worden deze snelwegen "freeways" genoemd. Er zijn zevenentwintig verstrengelde freeways in de regio, die door miljoenen automobilisten worden gebruikt voor woon-werk verkeer, waarbij ze dagelijks gezamenlijk ongeveer 160 miljoen kilometer afleggen. Los Angeles is de metropolis met de grootste autodichtheid in de wereld, met 1,8 voertuigen voor iedere inwoner met een rijbewijs.
Omdat er weinig openbaar vervoer is, en automobilisten vaak lange afstanden moeten afleggen om op hun bestemming te komen, komen er veel opstoppingen voor. Tijdens de spitsperioden, op weekdagen tussen 6 en 9 uur 's morgens en tussen 15 en 19 uur 's avonds, zijn de wegen overvol en staan er lange files. Ook op andere tijden is er vaak veel verkeer.
Daardoor zijn Angelinos gewend dagelijks veel tijd in hun auto door te brengen. Veel radiostations trekken luisteraars aan door regelmatig verkeersberichten uit te zenden.
De belangrijke intercity-snelverbindingen zijn Interstate 5 (noord naar Sacramento en zuid naar San Diego), Interstate 15 (noord naar Las Vegas en zuid naar San Diego), U.S. Route 101 (noord naar Santa Barbara) en Interstate 10 (oost naar Phoenix).

### Openbaar vervoer
De primaire regionale openbaar vervoerorganisatie is de Los Angeles County Metropolitan Transportation Authority (LACMTA), meestal aangeduid als de metro of het MTA. De organisatie, die bus, lightrail en metrodiensten verzorgt, verzorgt gemiddeld 1,6 miljoen transitoritten per weekdag, waardoor het het op twee na grootste vervoersbedrijf in de Verenigde Staten is. Andere gemeentelijke vervoer organisaties in Los Angeles County (LADOT, Long Beach Transit, Montebello Bus Lines, Norwalk Transit, Redondo Beach, Santa Monica 's Big Blue Bus, Santa Clarita Transit, Torrance Transit en Transit Foothill) zorgen voor gemiddeld 405.000 ritten op een weekdag. 

#### Metro Rail
Tot 1963 had Los Angeles een tramnet.
De Metro Rail is een openbaarvervoersysteem bestaande uit twee metrolijnen en vijf lightrail-lijnen. De totale lengte van het systeem is 139,7 km, met 93 stations. Het aantal passagiers bedraagt 170.100 per dag op doordeweekse dagen (stand tweede kwartaal 2022). De eerste verbinding werd in 1990 geopend, de laatste in 2016.

#### Spoorvervoer
Het hoofdstation van Los Angeles is Union Station. Amtrak, de Amerikaanse nationale spoorwegmaatschappij, biedt vanuit dit station diverse treindiensten aan. Zo is er de regionale Pacific Surfliner (San Diego-Los Angeles-San Luis Obispo) en langeafstandstreinen zoals de Texas Eagle naar het oosten (Houston, New Orleans, Chicago).

### Luchttransport

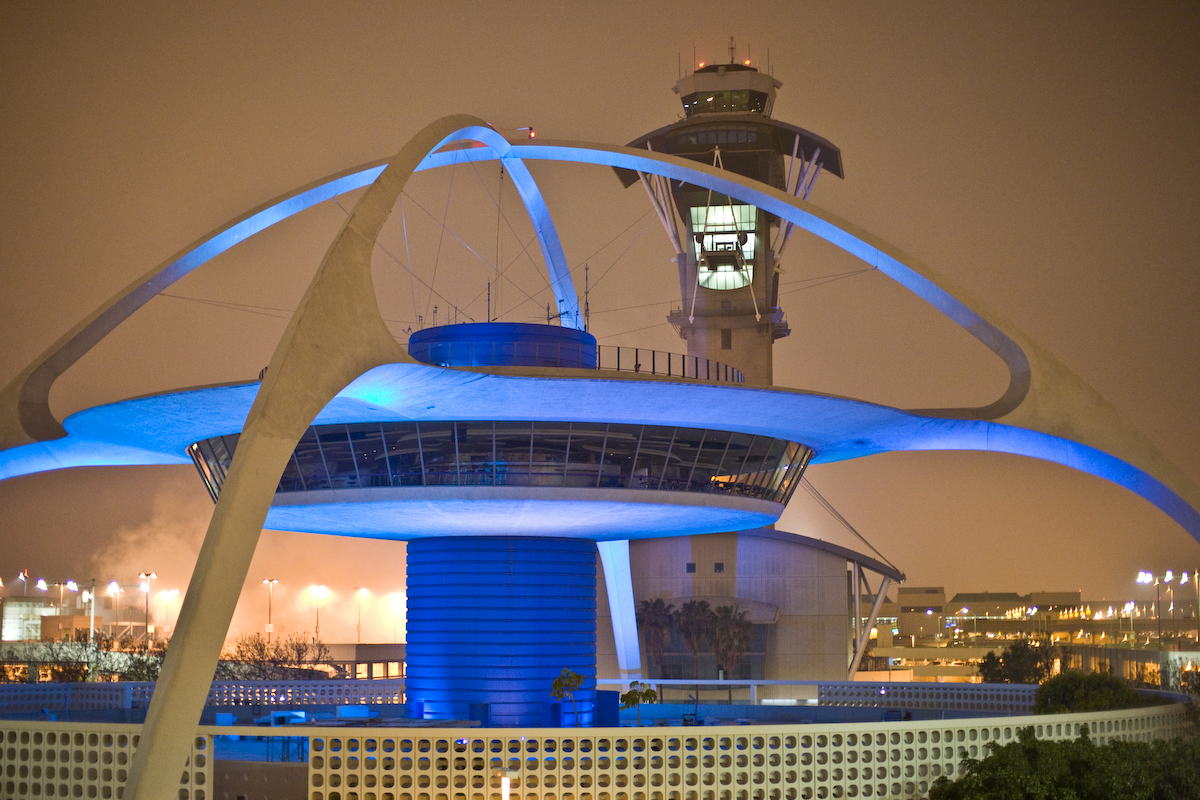
Encounter Restaurant, met op de achtergrond de verkeerstoren van LAX

Het belangrijkste vliegveld van Los Angeles is Los Angeles International Airport (LAX), het op vijf na drukste commerciële vliegveld in de wereld en het op twee na drukste in de Verenigde Staten.
LAX handelde in 2006 61 miljoen passagiers en 2 miljoen ton vracht af. LAX is een hub voor United Airlines en American Airlines.
Andere in de nabijheid gelegen grote commerciële vliegvelden zijn:
- (ONT) LA/Ontario International Airport
- (BUR) Bob Hope Airport
- (LGB) Long Beach Airport
- (SNA) John Wayne Airport
- (CPM) Compton/Woodley Airport
- (PMD) Palmdale Regional Airport

Een van de drukste vliegvelden voor algemene luchtvaart ter wereld ligt ook in Los Angeles: het Van Nuys Airport (VNY).

## Stedenbanden
Los Angeles onderhoudt 25 stedenbanden met:
- 1959  Eilat (Israël)
- 1959  Nagoya (Japan)
- 1962  Salvador (Brazilië)
- 1964  Bordeaux (Frankrijk)[9][10]
- 1967  Berlijn (Duitsland)[11]
- 1968  Lusaka (Zambia)
- 1969  Mexico-Stad (Mexico)
- 1971  Auckland (Nieuw-Zeeland)
- 1971  Busan (Zuid-Korea)
- 1972  Bombay (India)
- 1972  Teheran (Iran)
- 1979  Taipei (Taiwan)
- 1981  Guangzhou (China)[12]
- 1984  Athene (Griekenland)
- 1984  Sint-Petersburg (Rusland)
- 1986  Vancouver (Canada)[13]
- 1989  Gizeh (Egypte)
- 1990  Jakarta (Indonesië)
- 1991  Kaunas (Litouwen)
- 1992  Makati City (Filipijnen)
- 1993  Split (Kroatië)[14]
- 2005  San Salvador (El Salvador)
- 2006  Beiroet (Libanon)
- 2006  Ischia (Italië)
- 2007  Jerevan (Armenië)[15]

Daarnaast zijn er ook nog vier vriendschapssteden:
- Łódź (Polen)
- Londen (Verenigd Koninkrijk)
- Manchester (Verenigd Koninkrijk)[17]
- Tel Aviv (Israël)[18]

## Plaatsen in de nabije omgeving
De onderstaande figuur toont nabijgelegen plaatsen in een straal van 16 km rond het centrum van Los Angeles.